# Тиранчик-короткодзьоб амазонійський
Тира́нчик-короткодзьо́б амазонійський (Sublegatus obscurior) — вид горобцеподібних птахів родини тиранових (Tyrannidae). Мешкає в Амазонії та на Гвіанському нагір'ї.

## Опис
Довжина птаха становить 14 см, вага 14 г. Верхня частина тіла темно-сіра, горло і груди сіруваті, живіт білуватий з жовтуватим відтінком.

## Поширення і екологія
Амазонійські тиранчики-короткодзьоби мешкають в східній Колумбії, центральній і південній Венесуелі, Гаяні, Суринамі, Французькій Гвіані, Бразилії (на південь до Мату-Гросу, на сході до північно-східної Пари), на сході Еквадору і Перу та на півночі Болівії.